# Savannasaurus
Savannasaurus – rodzaj wymarłego dinozaura, australijskiego kredowego zauropoda z kladu Titanosauria.
Skamieniałości znaleziono na północnym wschodzie Australii, w Queensland. Znajdujące się tam skały tworzą formację Winton. Powstały w kredzie późnej, w cenomanie i wczesnym turonie. Odkrycia dokonano na farmie owiec Belmont. Znalezione szczątki pochodziły od dwóch różnych dinozaurów z grupy zauropodów. Jednego z nich zidentyfikowano jako okaz Diamantinasaurus, rodzaju Titanosauria znanego już wcześniej z Winton ze skał powstałych być może w albie, z innej farmy owiec (Elderslie). Drugi okaz należał do nieznanego jeszcze zwierzęcia.
Autorzy opisali go jako tytanozaura o szerokim ciele, podając 5 autapomorfii:
- płytkie boczne doły pneumatyczne najbardziej proksymalnych kręgów ogonowych
- ostry brzeg boczny mostka
- klepsydrowaty koniec dalszy IV kości nadgarstka
- grzbiet kostny przebiegający na kości łonowej od brzusznego brzegu otworu zasłonionego na powierzchni bocznej w kierunku przednio-brzusznym
- kość skokowa wyższa niż dłuższa bądź szersza.

Skatalogowano go jako AODF 660 i obrano holotypem nowego rodzaju dinozaura. Stephen F. Poropat, Philip D. Mannion, Paul Upchurch, Scott A. Hocknull, Benjamin P. Kear, Martin Kundrát, Travis R. Tischler, Trish Sloan, George H. K. Sinapius, Judy A. Elliott i David A. Elliott opisali go w 2016 w pracy zatytułowanej New Australian sauropods shed light on Cretaceous dinosaur palaeobiogeography (Nowe australijskie zauropody rzucają światło na paleobiogeografię kredowych dinozaurów) opublikowanej w czasopiśmie Scientific Reports. Nowy rodzaj nazwali Savannasaurus. Pierwszy człon nazwy rodzajowej pochodzi z języka hiszpańskiego w odmianie taino, autorzy podają odniesienie do zavana czy savanna, a więc do sawanny, formacji roślinnej porastającej tereny znalezienia pozostałości holotypu. Drugi człon nazwy, saurus, pochodzi od greckiego σαῦρος (sauros) oznaczającego jaszczura, podobnie jak w nazwach innych dinozaurów np. Diamantinasaurus. W obrębie rodzaju wskazano gatunek Savannasaurus elliottorum. Jego epitet gatunkowy upamiętnia rodzinę Elliottów – jak piszą kreatorzy – za jej nieustanny wkład w australijską paleontologię.
Badanie kości pozwoliło zaliczyć zwierzę do Titanosauria w obrębie zauropodów. Ta grupa wielkich dinozaurów dzieli się na dwie główne linie: diplodokokształtne i Macronaria. Ta ostatnia obejmuje grupę Titanosauriformes, która z kolei obejmuje brachiozaura i Titanosauria, a więc zaliczają się do niej brachiozaury, euhelop i Titanosauria, przy czym te dwa ostatnie tworzą razem klad Somphospondyli. Titanosauria definiuje się jako Titanosauriformes bliższe saltazaurowi niż brachiozaurowi czy euhelopowi. Grupa ta łączy Saltasauridae, Nemegtosauridae i Malawisaurus. Dokładniejsze umiejscowienie pozycji nowego rodzaju na drzewie rodowym tytanozaurów umożliwiła analiza filogenetyczna. Na przedstawionym w pracy opisującej rodzaj kladogramie Savannasaurus tworzy klad z mniejszym kladem Diamantinasaurus + nienazwany jeszcze okaz AODF 836.